# Фиаметта (балет)
«Фиаметта» (фр. Fiammetta) — фантастический балет в двух действиях и четырёх картинах с прологом сочинения Артура Сен-Леона на музыку Людвига Минкуса по либретто Людовика Галеви и Анри Мельяка. Переставлялся хореографом несколько раз на различных сценах с изменениями партитуры, названия, имён героев, танцевальных номеров и сюжетных перипетий.
Премьера, состоявшаяся 12 (24) ноября 1863 года в московском Большом театре под названием «Пламень любви, или Саламандра», стала композиторским дебютом Людвига Минкуса и первой оригинальной постановкой Сен-Леона в России (до этого балетмейстер, приехавший в Петербург в 1859 году, переносил на русскую сцену спектакли, созданные для других театров). Три месяца спустя балет под названием «Фиаметта, или Торжество любви», был перенесён в петербургский Большой театр. Далее основная информация даётся по петербургскому спектаклю 1864 года.

## Сюжет
Фиаметта (от итал. Fiammetta — «маленькое пламя») — фантастическое существо, произведённое Амуром из пламени любви, принявшее облик земной девушки для того, чтобы обворожить графа Стернгольда и не дать ему жениться на богатой невесте Регонде корысти ради. Амур при помощи Фиаметты проучает не признающего его власти бесчувственного кутилу и воссоединяет любящих друг друга Регонду и офицера Отто.
Действие, начинающееся на Олимпе, переносилось в Тироль. В эклектичном сюжете соседствовали волшебное существо, мифологические герои, тирольские аристократы и цыгане — присутствие на сцене фантастических, а также реальных персонажей из разных слоёв общества позволяло балетмейстеру использовать как классический, так и характерный танец. Рецензент Бочаров отмечал, что автору «вполне удалось помирить изящную горделивость греческих мифологических существ с бесцеремонностью какого-то тирольского (?) графа и буйным разгулом праздных цыган» (несколько лет спустя схожее сочетание использует Мариус Петипа в своём балете «Дон Кихот»).

### Действующие лица
- Амур, бог любви
- Фиаметта
- Меркурий
- Терпсихора
- Кокетство
- граф Фридрих Штернгольд
- Риттер, его друг
- Молари, воспитатель и опекун графа
- Мартини, слуга графа
- княгиня Мильфлёр
- Регонда, её дочь
- Иоланда и Маргарита, подруги Регонды
- Отто, офицер
- три грации, нимфы, амуры, музы, цыган и цыганки, тирольские поселяне и поселянки.

### Синопсис
Пролог.
Картина I
Богини Олимпа поклоняются Амуру. Терпсихора, нимфы и другие мифологические существа развлекают танцами обитателей Олимпа. Появляется Меркурий. Он сообщает Амуру, что на земле появился юноша, отрицающий его власть. Промотав своё состояние, он намеревается жениться на богатой наследнице, которая влюблена в храброго офицера и эти влюблённые взывают к богу любви, надеясь на его покровительство.
Амуру открывается вид на Регонду и Отто с одной стороны и павильон с надписью «Храм, закрытый для любви», где веселится, распивая вино и играя в карты с друзьями в окружении цыганок граф Штернгольд — с другой.
Амур решает наказать распутного графа и помочь влюблённым. Погасив алтарь с пламенем любви, он воспроизводит Фиаметту: одарённая волшебной красотой, она должна отомстить Штернгольду за оскорбление Амура.
Действие первое.
Картина II
Поместье Штернгольда в Тироле. Граф по-прежнему веселится в павильоне. Раздаётся выстрел, вслед за которым появляется Амур в облике охотника. Молодые люди и цыганки уговаривают его присоединиться к их компании. Амур приводит Фиаметту в облике цыганки. Начиная танцевать, она очаровывает Штернгольда.
Появляются поселяне. Они развлекают гостей Штернгольда национальными танцами. Амур указывает графу на счастливую пару с ребёнком на руках. Графу нравится сцена семейного счастья и он хочет поцеловать ребёнка — однако Амур не даёт ему этого сделать, указывая на надпись на павильоне. Затем он одаряет деньгами молодую пару, которые не имеют денег на свадьбу. Расчувствовавшемуся графу Амур опять указует на его девиз. Над задумавшимся графом начинает подшучивать его слуга Мартини. В отместку Амур заставляет слугу волочиться за поселянкой, которую он превращает то в молодую красавицу, то в старуху.
В разгар веселья появляется Молари, опекун графа. Он упрекает Штернгольда, советует ему взяться за ум, перестать кутить, растрачивая остатки своего состояния, и наконец жениться. Граф соглашается и выпрашивает дозволение повеселиться напоследок. После ухода Молари он бросается к Фиаметте в расчёте, что та ответит на его чувства. Оскорблённая Фиаметта требует извинений, после чего Амур, призвав свидетелей, обнажает шпагу. Цыганки останавливают поединок и Фиаметта примиряет дуэлянтов. Она танцует, граф пытается развеяться и прогнать тоску с помощью вина (номер «Застольная песня» — Chanson à boire). Молари возвращается напомнить графу об обещании. Он прощается со всеми, а при прощании с Фиаметтой признаётся в своей любви к ней. Амур меняет надпись павильона на «Храм, открытый для любви».
Действие второе.
Картина III
Замок княгини Мильфлёр. Княгиня объявляет дочери о приезде жениха. Оставшись наедине с подругами, Регонда начинает гадать (Pas d’ensemble). Гадание Маргариты не сулит ей счастья, тогда она закрывает глаза, чтобы погадать на цветах. Иоланда, не желая расстраивать подругу, подсовывает ей букет из роз, что сулит радость, вместо выбранных Регондой скабиоз, что сулит печаль. На балконе появляется Отто. Влюблённые ободряют друг друга, Регонда клянётся, что не выйдет замуж за другого.
Появляются княгиня, опекун графа, а затем и сам граф. Он рассеян и невнимателен к невесте, Регонда также оказывает ему холодный приём. Думая, что Штернгольд устал с дороги, княгиня предлагает отложить подписание брачного контракта до другого дня.
Оставшись один, Штернгольд засыпает прямо на диване, не дойдя до алькова, ему предназначенного. Его слуга с удовольствием разглядывает богато украшенную залу и намеревается зайти в альков, как вдруг перед входом его останавливает привидение. Испугавшись, Мартини будит своего господина. Штернгольд сначала не верит ему, но, дойдя до алькова, сам испытывает непостижимое явление спектров. Ему являются Амур, обнимающий Фиаметту, затем Отто и Регонда, наконец, Фиаметта объявляет ему, что он не может обладать ею. Эти призрачные явления приводят графа в исступление, он зовёт на помощь. Вбежавшие обитатели замка пытаются успокоить Штернгольда, не понимая причины его страха и метаний.
Картина VI
Терраса в парке. За накрытым свадебным столом сидят княгиня, её дочь, Штернгольд и его опекун. Поселяне и поселянки подносят невесте цветы и танцуют. Появляется Амур в облике нотариуса. Сопровождающая его девушка также подносит цветы невесте. Княгиня Мильфлёр, поражённая красотой незнакомки, хочет узнать, кто она. Нотариус объявляет, что это его дочь. Штернгольд узнаёт в незнакомке Фиаметту. Она уговаривает его отказаться от брака по расчёту, между тем Регонда решается открыть матери, что она любит другого. Мимическая сцена с танцами, в финале которой нотариус разрывает контракт и требует от княгини согласиться на брак дочери с офицером, объявляя всем, что граф хотел жениться по расчёту, тогда как на самом деле влюблён в Фиаметту, существо неземное. Фиаметта превращается в пламя и возносится к небу. Штернгольд бросается на нотариуса, но тот оборачивается богом любви. Присутствующие преклоняют колени пред Амуром, княгиня благословляет Отто и Регонду.

## Музыка
В 1863 году скрипач Людвиг Минкус, с 1862 года работавший инспектором балетной музыки в московском Большом театре, написал по заказу балетмейстера Артура Сен-Леона балет «Пламень любви, или Саламандра». Для Минкуса это был первый серьёзный опыт на композиторском поприще. Согласно воспоминаниям Карла Вальца Сен-Леон, сам скрипач и музыкант, не раз насвистывал Минкусу мотивы, которые тот «лихорадочно переводил на нотные знаки» — исходя из этого, можно смело утверждать, что какие-то мелодии балета были авторства самого хореографа.
Партитура получила высокую оценку современников. По мнению музыкального критика Маврикия Раппапорта, музыка этого балета «дышала свежестью, мелодичностью — была прекрасно сделана (интересная оркестровка)». Впоследствии содружество композитора и балетмейстера продолжилось спектаклями «Ручей», «Золотая рыбка» и «Лилия».

## Хореография
«Фиаметта» была прекрасно встречена петербургской публикой, так что критики даже подтрунивали над зрительскими восторгами, говоря, что этот балет 

…совсем невинен и даже может пользу обществу приносить, потому что, вероятно, от балетных восторгов множество почтенных сынов отечества переселяются к предкам несколько ранее назначенного срока, ибо, как известно, всякое нервное расстройство жизнь человеческую сокращает.— «Санкт-Петербургские ведомости» № 321, 5 декабря 1865.
Особенно был оценён балетмейстерский талант постановщика: хореография балета получила единодушную восторженную оценку петербуржцев. Так, обозреватель журнала «Русская сцена» отмечал, что «достоинство нового балета заключается, конечно, не в содержании его, не претендующем ни на смысл, ни на остроумие; но в высшей степени интересна его хореографическая часть. Г. Сен-Леон с уменьем великого мастера воспользовался великолепными средствами нашей балетной труппы и украсил свою „Фиаметту“ изящнейшими группами и красивейшими па. Богатство и прелесть танцев, отличающихся новостию поз и движений, оригинальностью вымысла, убедили нас, что воображение талантливого хореографа нисколько не ослабело и вполне сохранило способность создавать причудливые танцевальные комбинации, своею картинностью и изяществом чарующие взоры зрителей». Ему вторил хроникёр «Русского инвалида», утверждая, что «танцы, которых очень много <…>, отличались замечательным разнообразием, делающим большую честь искусству Сен-Леона как балетмейстера».
Как и другие сочинения Сен-Леона, этот балет имел номерную структуру; танцевальные сцены сочетались в нём с пантомимными, среди используемых хореографических форм были вариации, танцевальные миниатюры и развёрнутый pas d’action. Такие развёрнутые, казавшиеся едва ли не самостоятельными произведениями, хореографические сцены, представляли наибольшую ценность в балетах Сен-Леона и подводили балет к «абстракции крупной формы».
Как и сам балет, партия главной героини была насыщенна танцами — балерина почти не сходила со сцены. Особое впечатление на зрителей произвела «Цыганская колыбельная» (Ziganka Berceuse), которую исполняла Фиаметта перед графом в I акте. Балерина «до того очаровала всех исполнением этого па», что публика заставила не только повторить его, «но и вызвала немедленно г. Сен-Леона, который по окончании акта увенчал г-жу Муравьёву лавровым венком». В каком ключе был поставлен этот танец, проникнутый «и сладострастной негой, и поэтической грацией», и использовал ли балетмейстер элементы цыганского танца — неизвестно. Однако в качестве музыкального материала для этого цыганского танца был использован мотив лезгинки, схожий с нотным примером, привезённым из этнографической экспедиции в Армянскую область и опубликованный в газете «Иллюстрация» за 1861 год.
Балетовед Александр Плещеев включал «Фиаметту» наравне с «Коньком-горбунком» и «Теолиндой» в число лучших работ Сен-Леона. Он утверждал, что этот балет хорош не только танцами, но и своей «довольно поэтической мыслью».
Согласно свидетельству балерины Екатерины Вазем, первое действие «Фиаметты», происходившее в фантастическом пространстве над землёй, по-видимому, послужило мотивом Мариусу Петипа при создании пролога его балета «Талисман».

## Оформление
Художниками-декораторами петербургского спектакля были Андреас Роллер и Генрих Вагнер. В спектакле использовался такой рудимент балетного театра XIX века, как поясняющие действие титры. Художник по свету Макар Шишко для достижения нужных визуальных эффектов использовал последние технические достижения того времени. Вероятно, для подсветки зеркал им был применён электрический свет, дававший необычайно яркое освещение в сравнении с обычными для середины XIX века лампами[уточнить] — зрителям оставалось только гадать, каким образом перед Стернгольдом возникают «спектры» (то есть видения) Фиаметты.
Костюмы — Кальвера и Столярова. В прологе Фиаметта появлялась в белом газовом костюме с нашитыми голубыми лоскутками, имитирующими пламя и «маленькими крыльями в форме пламени из фольги и газа», на голове у неё был «блиставший огоньками» венок. В I акте она танцевала в «цыганском» костюме, корсаж, причёска и браслеты были украшены монистами.

## Постановки

### В Москве
Премьера состоялась 12 (24) ноября 1863 года в московском Большом театре под названием «Пламень любви, или Саламандра». Декорации были выполнены художником Павлом Исаковым[уточнить]. В главной партии выступила балерина Анна Собещанская.

### В Петербурге
Премьера новой версии балета, «Фиаметта, или Торжество любви», состоялась 13 (25) февраля 1864 года в петербургском Большом театре в бенефис Марфы Муравьёвой, главную партию исполнила сама бенефициантка. В остальных ролях выступили Вера Лядова (Амур), Лев Иванов (граф Стернгольд), Александра Кеммерер (Регонда), Христиан Иогансон (Отто), Мария Соколова (Терпсихора).
Современники находили, что эпизоды в исполнении Муравьевой были «до того изящны», а все её па заключали «столько быстроты, грации и вкуса», что ради этого можно «совершенно позабыть о ролях, характерах, естественности, здравом смысле и всех прочих тому подобных безделицах…».
Впоследствии роль Фиаметты исполняли Прасковья Лебедева и Матильда Мадаева, 15 (27) ноября 1865 в этой партии с огромным успехом дебютировала протеже Сен-Леона Адель Гранцова (специально для неё балет был возобновлён) — публика вызывала танцовщицу 22 раза.

### В Париже

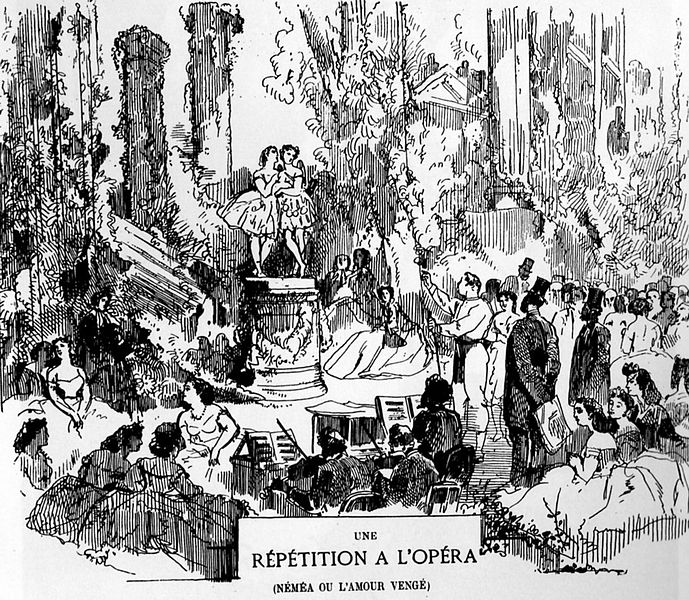
Репетиция балета «Немея» в Парижской опере, литография 1864 года.

В Парижской Императорской Опере балет шёл под названием «Немея, или Отмщённый Амур» (фр. Néméa ou l'Amour vengé), имена главных героев также были изменены. Премьера состоялась 11 июля 1864 года на сцене театра Ле Пелетье. Спектакль был поставлен в декорациях Эдуарда Деплешена и Жан-Батиста Лавастра, костюмы Поля Лормье и Альфреда Альбера. Партитура Людвига Минкуса вновь подверглась некоторой переработке, были использованы венгерский танец (Hungaria) и танец светлячков (Pas de lucioles) из другого балета Сен-Леона — «Теолинда».
В главных партиях выступили Марфа Муравьёва (Немея), Луи Мерант (граф Молдер) и Эжени Фиокр (Амур).

### В Триесте
Несколькими годами спустя Сен-Леон поставил этот балет в Триесте, на сцене Муниципального театра — на этот раз под названием «Пламя любви» (итал. Fiamma d’Amore). Премьера состоялась 15 марта 1868 года, главную роль исполнила Адель Гранцова.

### В Петербурге
6 (18) декабря 1887 балет Сен-Леона был возобновлён на сцене Мариинского театра балетмейстерами Мариусом Петипа и Львом Ивановым, костюмы были выполнены по эскизам Евгения Пономарёва. Партию Фиаметты исполнила итальянская танцовщица Елена Корнальба, специально для неё дирижёр Риккардо Дриго добавил в партитуру несколько новых номеров. В других ролях выступили Павел Гердт (граф Фридрих) и Александр Ширяев (Амур, роль которого в этой версии перешла к исполнителю-мужчине).
В 1901 году Мариус Петипа и Лев Иванов возобновили постановку для бенефиса кордебалета.

### В Москве
27 декабря 1892 года спектакль вернулся в репертуар театра, где он родился почти три десятилетия назад. Петербургскую постановку 1887 года перенёс в Москву Лев Иванов.